# ノールショピング交響楽団
ノールショピング交響楽団（スウェーデン語: Norrköpings Symfoniorkester）は、スウェーデン中東部の都市ノールショピングのルイ・ド・イェール・コンサートホールを本拠地とするオーケストラ。

## 沿革
1912年に設立。本拠地での公演の他、近隣の都市リンシェーピングでも年数回の公演を行っている。

## 歴代指揮者
歴代の首席指揮者は以下のとおりである。
- ヘルベルト・ブロムシュテット（1954年-1962年）
- オッコ・カム（1972年-1979年）
- フランツ・ウェルザー＝メスト（1986年-1991年）
- 広上淳一（1991年-1996年）
- オーレ・クリスティアン・ルード（1996年-1999年）
- アラン・ブリバエフ（2006年-2011年）
- マイケル・フランシス（2012年-2016年）[1]
- カール・ハインツ・シュテフェンス（英語版）（2020年- ）[2]

過去の首席客演指揮者にはレイフ・セーゲルスタム、ダニエル・ハーディング、ジョセプ・カバリエ＝ドメネク、ステファン・ソリヨムらがいる。

## 録音活動
BIS、cpo、DENON、SIMAXなどのレーベルに録音を行っており、ペッテション＝ベリエルの交響曲集、ベートーヴェンのピアノと管弦楽作品全集、ジョン・ピッカードの作品集などがある。